# ارين وليامز
ارين وليامز (بالإنجليزية: Warren Williams)‏ هو لاعب كرة قدم أمريكية أمريكي، ولد في 29 يوليو 1965 في فورت مايرز في الولايات المتحدة.

## وصلات خارجية
- ارين وليامز على موقع مرجع كرة القدم المحترفة.كوم (الإنجليزية)
- ارين وليامز على موقع كلية كرة القدم في سبورتس رفرنس.كوم (الإنجليزية)